# Colonials de George Washington (basket-ball)
L'équipe de basket-ball des Revolutionaries de George Washington (Colonials de George Washington avant l'année universitaire 2023-2024) représente l'université George Washington de Washington DC dans les compétitions de basket-ball. Ils jouent à domicile au Charles E. Smith Center, qu'ils partagent avec les autres sections des Revolutionaries de George Washington. L'équipe évolue en NCAA I et fait partie de l'Atlantic 10 Conference. Ils ont joué dans le Championnat NCAA de basket-ball division I de 2007. L'entraîneur des Revolutionaries est Chris Caputo (en).
Red Auerbach a notamment joué pour cette équipe.